# Willian Bacana
Willian Martins Sampaio (Rio de Janeiro, 30 de abril de 1968), conhecido como Willian Bacana, é um treinador e ex-futebolista brasileiro que atuava na posição de goleiro. Ficou conhecido pela presença na campanha da Copa Conmebol de 1993, quando o Botafogo de Futebol e Regatas se sagrou campeão.
Em sua carreira ficou conhecido por ser um goleiro de baixa estatura — media 1,76 m em 1990 — e que compensava esse fato com a agilidade. Após encerrar a carreira de jogador, passou a ser treinador de goleiros.

## Biografia
Foi criado no bairro da Taquara, na região de Jacarepaguá, na cidade do Rio de Janeiro. Chegou ao Botafogo em 1988 para se integrar ao time de juniores. No profissional, fez parte do elenco campeão carioca de 1989. Teve uma passagem por empréstimo pelo Avaí, onde disputou o Campeonato Catarinense de 1990 e foi eleito o melhor goleiro da competição. Esteve com o elenco vice-campeão brasileiro de 1992 novamente com o Botafogo. Passou ainda por empréstimo ao America.
Sua temporada de maior destaque foi em 1993. Acabou substituindo o goleiro Carlão, contundido, na Copa Conmebol daquele ano. Mesmo com a contratação de Wagner, manteve a confiança do técnico Carlos Alberto Torres e seguiu como titular. Na final, contra o Peñarol, o time alvinegro teve que passar pela disputa por pênaltis. Willian defendeu duas cobranças e garantiu a conquista internacional para o Botafogo.
Após deixar o Botafogo, passou por clubes de menor expressão até encerrar a carreira. Passou a ser treinador de goleiros, tendo exercido a função nas divisões de base do alvinegro. Esteve em países como Angola e Noruega. Treinou ainda a Cabofriense, do Rio de Janeiro. Ainda esteve com a seleção brasileira feminina durante os Jogos Pan-Americanos de 2011. Em 2017, esteve no Nova Iguaçu, quando voltou às manchetes após o goleiro do time, Jefferson, ter defendido quatro pênaltis na partida contra o Volta Redonda, pelo Campeonato Carioca daquele ano.

## Títulos
Botafogo
- Copa Conmebol: 1993
- Campeonato Carioca: 1989